# Patriot Ukrajiny
Patriot Ukrajiny (ukr. Патріот України) – była ukraińska skrajnie prawicowa organizacja nacjonalistyczna o skłonnościach neonazistowskich.
Jej liderem jest Andrij Biłecki. Organizacja została zarejestrowana przez sąd w Charkowie 17 stycznia 2006.